# Idioma pamigua
El idioma pamigua es una lengua indígena americana de familia tinigua-pamigua actualmente extinta, la lengua se extinguió en la primera mitad del siglo XX, y e conoce sobre todo por los datos recopilados por A. Ernst entre 1891 y 1895.